# Tux Racer
Tux Racer es un videojuego de software libre en 3D protagonizado por la  mascota de Linux, Tux el pingüino.
En el juego, el jugador controla a Tux (o uno de los otros tres personajes) para que él recorra un camino de nieve y hielo cuesta abajo recogiendo arenques. Deslizándose por el hielo, Tux se mueve más rápido, mientras que al deslizarse por la nieve tiene más maniobrabilidad; al deslizarse sobre rocas, su velocidad disminuye. Hay también árboles que obstruyen el camino de Tux y banderas que le indican el camino.

## Historia
Tux Racer fue desarrollado originalmente por Jasmin Patry, un estudiante que asistía a la Universidad de Waterloo en Ontario, Canadá. El desarrollo del juego comenzó en agosto de 1999 como un proyecto final de gráficos por computadora en Computer Graphics Lab, y se completó en tres días con una recepción positiva en la clase.
Esta versión inicial presentaba un juego muy básico que consistía en que Tux se deslizaba por una colina de nieve, hielo, roca y árboles para que Tux los evitara en el camino. Para escribir el juego, Patry solía usar contenido prefabricado gratuito, como texturas prestadas de sitios web, en lugar de contenido original hecho desde cero.
En diciembre de 1999, Patry, los estudiantes de bellas artes Rick Knowles y Mark Riddell, y los estudiantes de gráficos por computadora Patrick Gilhuly, Eric Hall y Rob Kroeger anunciaron la fundación de la compañía Sunspire Studios para desarrollar un proyecto de videojuegos. El 5 de febrero de 2002, Sunspire Studios lanzó al por menor una expansión de código cerrado y comercial del juego titulada Tux Racer, con cada CD diseñado para soportar los sistemas operativos Linux y Windows. Las mejoras de la versión de código abierto incluyen un motor y gráficos muy mejorados, la capacidad de realizar trucos, selección de personajes y multijugador competitivo. Sin embargo, la versión de código abierto de Tux Racer permaneció disponible para descargar en SourceForge. Sunspire Studios dejó de funcionar a principios o mediados de la década de 2000.
Desde su inicio, Tux Racer ha visto bifurcaciones y actualizaciones no oficiales. Uno de los ejemplos más populares es Extreme Tux Racer, lanzado en septiembre de 2007 y basado en una bifurcación anterior, PlanetPenguin Racer. Roxor Games lanzó una versión arcade del juego, convirtiéndolo en el primer videojuego con licencia GPL en recibir una adaptación arcade.